# Société des Automobiles Sigma
Pour les articles homonymes, voir Sigma (homonymie).
Société des Automobiles Sigma est un constructeur automobile français.

## Production
L’entreprise basée à Levallois-Perret a commencé à produire des automobiles en 1913. Le nom de la marque était Sigma. Dans les premiers modèles, les 8 CV, 11 CV, 15 CV et 20 CV, le châssis provenait de Malicet & Blin et le moteur quatre cylindres de Ballot. La 8 CV  avait une cylindrée de 1131 cm³ avec un alésage de 60 mm et une course de 100 mm.
La production s’est terminée en 1928.

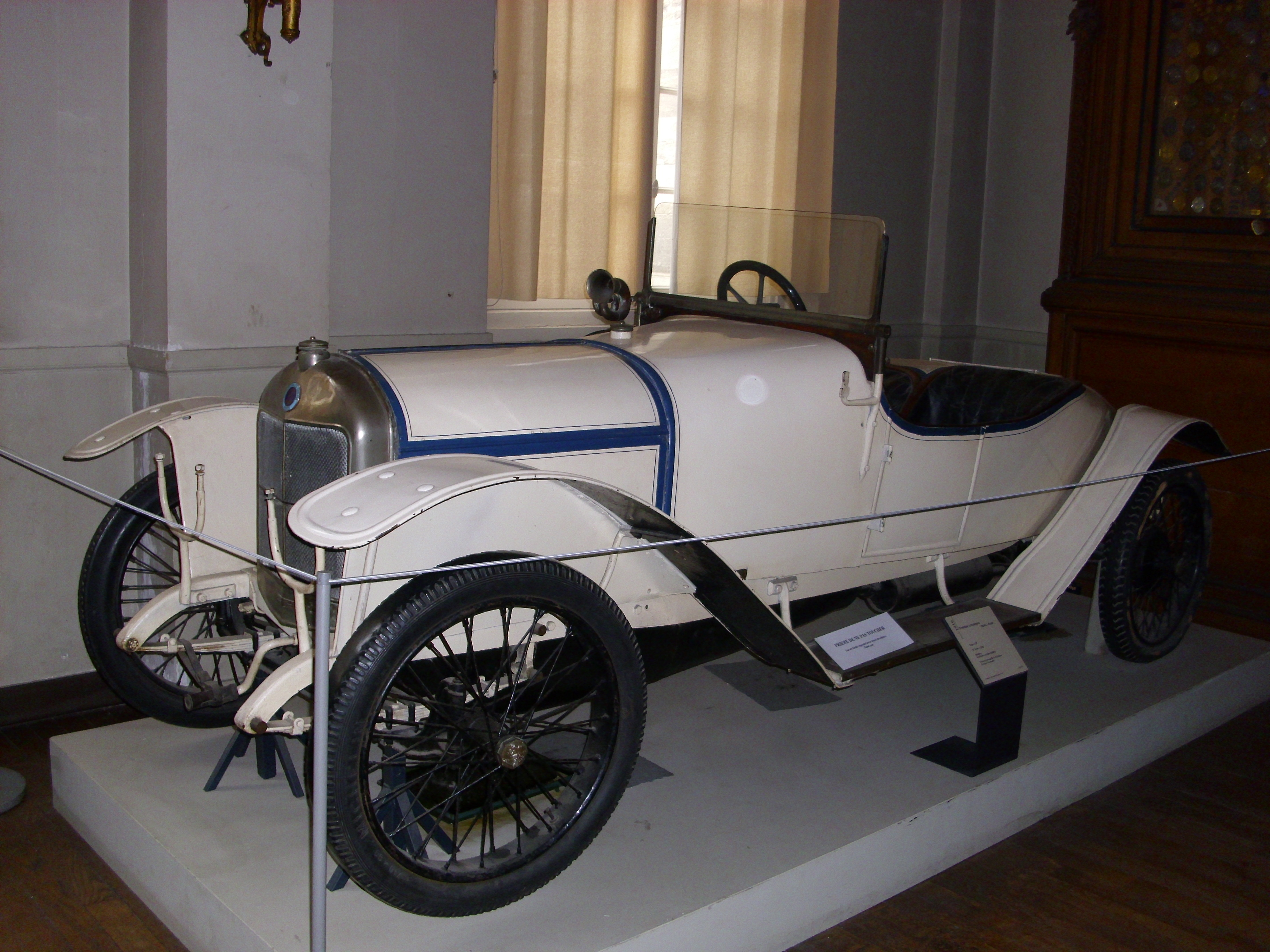
Sigma 1916
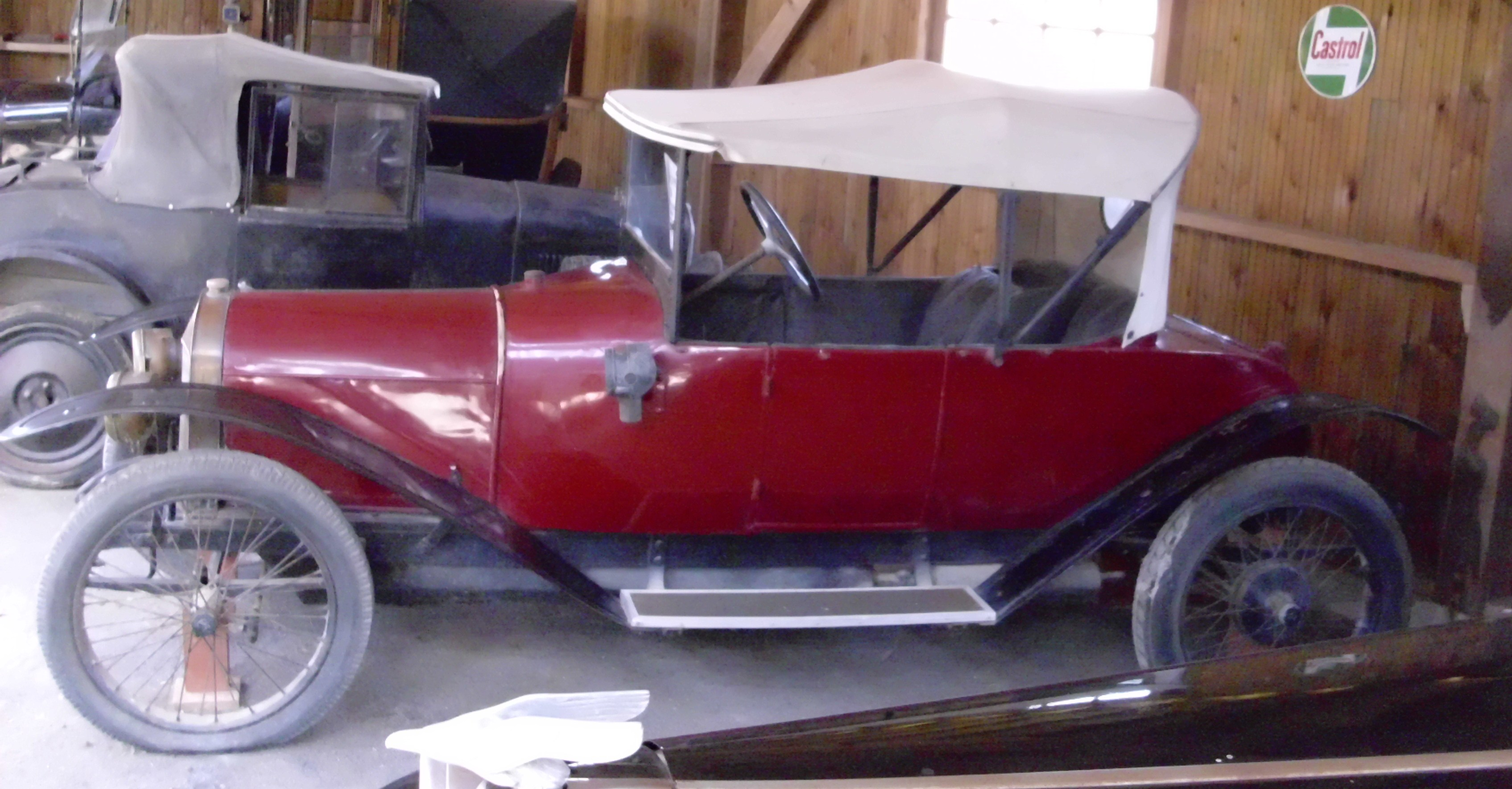
Sigma 1916
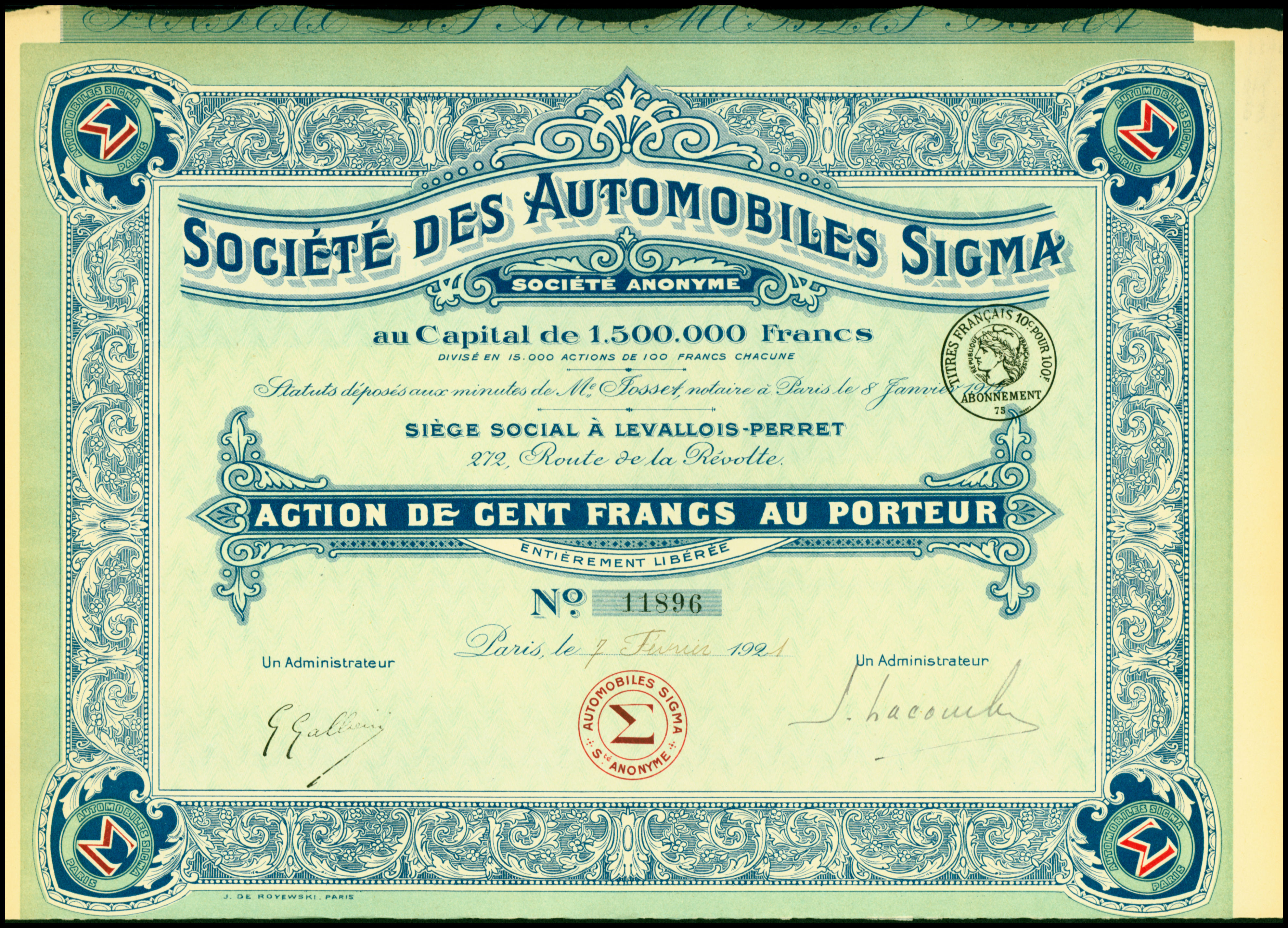
Automobiles Sigma